# Christian Vogel (Anthropologe)
Christian Vogel (* 16. September 1933 in Berlin; † 2. Dezember 1994 in Gleichen) war ein deutscher Anthropologe und Soziobiologe.

## Leben
Christian Vogel studierte an den Universitäten Kiel und Basel Zoologie, Botanik und Geologie und wurde 1960 mit seiner von dem Evolutionsbiologen Adolf Remane betreuten Dissertation Variabilität und Formentwicklung der Unterkiefer rezenter Anthropoiden an der Christian-Albrechts-Universität zu Kiel promoviert. Im Jahr 1964 habilitierte er sich in Kiel mit seiner Habilitationsschrift Morphologische Studien am Gesichtsschädel catarrhiner Primaten und wurde 1966 Privatdozent. 1968 wechselte er als Lehrbeauftragter an die Universität Hamburg, wirkte ab 1970 als Professor wieder in Kiel und wurde 1972 ordentlicher Professor der Anthropologie an der Georg-August-Universität Göttingen.
Bei seinem 1968 begonnenen langjährigen in Indien und später auch in Nepal durchgeführten Freilandprojekt über das Verhalten der zum Tribus der Schlankaffen innerhalb der Familie der Meerkatzenverwandten gehörenden Languren kam er zu dem Schluss, dass entgegen dem angenommenen Prinzip der Arterhaltung auch in einer Gesellschaft das Prinzip Eigennutz herrscht und Tiere Gen-Egoisten sind, was sich bei Affen in der Tötung von Kindern durch den Usurpator eines Harems zeigt, der dadurch die mütterliche Fürsorge von den von seinem Vorgänger gezeugten Kindern auf seine eigenen lenkt.
Christian Vogel war Mitglied der Joachim-Jungius-Gesellschaft der Wissenschaften und wurde im Jahr 1978 in der Sektion Anthropologie als Mitglied in die Deutsche Akademie der Naturforscher Leopoldina sowie 1981 als ordentliches Mitglied in die Akademie der Wissenschaften zu Göttingen aufgenommen.
Er war seit 1973 Mitherausgeber der Zeitschrift für Morphologie und Anthropologie.

## Schriften (Auswahl)
- Variabilität und Formentwicklung der Unterkiefer rezenter Anthropoiden. Dissertation, Universität Kiel, 1960
- mit Hans W. Jürgens: Typenkunde beim Menschen. 1964
- Morphologische Studien am Gesichtsschädel catarrhiner Primaten. Bibliotheka Primatologica, 4, Basel/New York 1966
- Ökologie, Lebensweise und Sozialverhalten der grauen Languren in verschiedenen Biotopen Indiens. Fortschritte der Verhaltensforschung, 17, Parey, Berlin 1976
- Vom Töten zum Mord. Das wirkliche Böse in der Evolutionsgeschichte. Hauser, München/Wien 1989